# Louisiana Philharmonic Orchestra
La Louisiana Philharmonic Orchestra (LPO) è un'orchestra americana con sede a New Orleans, in Louisiana. È l'unica orchestra professionale a tempo pieno nel Golfo del Sud. L'orchestra si esibisce al Teatro Orpheum.
Il direttore musicale della Louisiana Philharmonic Orchestra è Carlos Miguel Prieto. La LPO svolge una stagione di concerti di 36 settimane con una serie di concerti classici, casuali, per famiglie, di educazione e sensibilizzazione, oltre a eventi speciali. I membri dell'LPO hanno sede a New Orleans ed operano nella regione del Golfo del Sud. La LPO è la più antica orchestra sinfonica professionale gestita da musicisti e gestita in modo collaborativo negli Stati Uniti.

## Storia

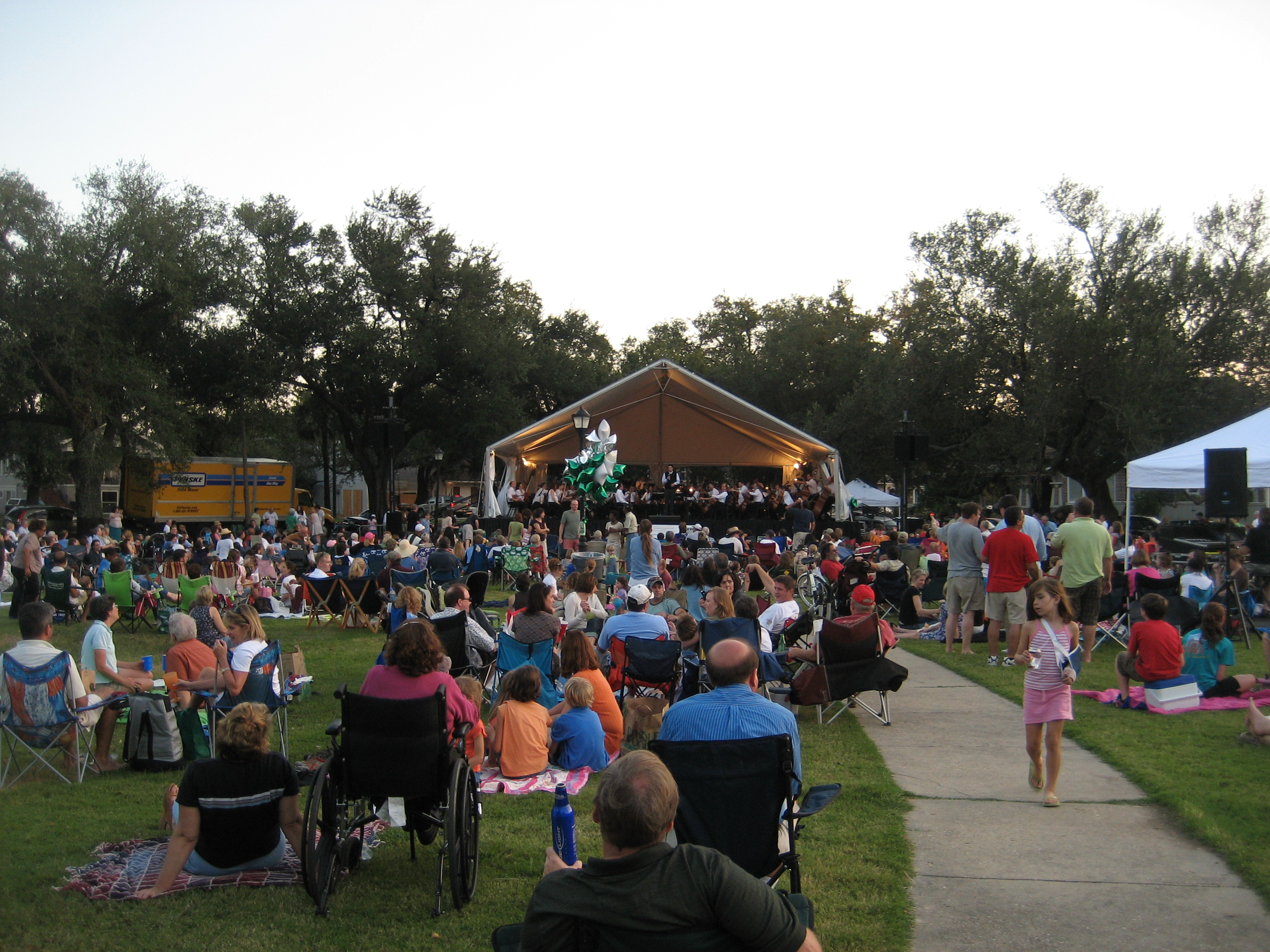
Concerto della LPO a Palmer Park, 2008.

La Louisiana Philharmonic Orchestra fu fondata nel settembre 1991 da musicisti dell'ex New Orleans Symphony. Il suo primo direttore musicale fu Klauspeter Seibel (1936-2011). Il signor Seibel si è ritirato nel 2005 dalla LPO. Il lavoro di Mr. Seibel con la LPO è stato ampiamente lodato nell'elogio funebre ad Amburgo, in Germania, l'8 gennaio 2011.
L'uragano Katrina nell'agosto del 2005 ha causato l'evacuazione dei musicisti dell'LPO. La loro sede, il Teatro Orpheum, fu inondata. I membri dell'orchestra iniziarono ad esibirsi in sedi alternative nel 2006. Una di queste location era Palmer Park.
Il Teatro Orpheum fu riaperto nell'agosto 2015. Il primo evento si è tenuto il 17 settembre 2015 con uno spettacolo della Louisiana Philharmonic Orchestra (LPO). L'LPO sarà il locatario principale del il teatro.